# 安曇野警察署
安曇野警察署（あづみのけいさつしょ）は、長野県警察が管轄する警察署の一つ。

## 所在地
- 〒399-8205 長野県安曇野市豊科5704-2

## 管轄区域
- 長野県安曇野市
- 長野県東筑摩郡生坂村
- 長野県東筑摩郡麻績村
- 長野県東筑摩郡筑北村

## 沿革
- 1885年（明治18年） - 豊科分署設置。
- 1890年（明治23年） - 豊科警察署に昇格。
- 2005年（平成17年）
  - 4月1日 - 市町村合併に伴い、以下のように管轄が変更される。
    - 豊科警察署から松本警察署
      - 松本市に編入された旧梓川村、旧安曇村、旧奈川村

    - 松本警察署から豊科警察署
      - 明科町（現・安曇野市）、生坂村、麻績村、本城村（現・筑北村）、坂北村（現・筑北村）、坂井村（現・筑北村）
同時に豊科町（現・安曇野市）内の交番、駐在所が豊科町交番に統合される。

  - 10月1日 - 市町村合併に伴い、豊科警察署から安曇野警察署に改称。

## 交番
- 豊科交番（安曇野市豊科南穂高）
- 三郷交番（安曇野市三郷温）
- 穂高交番（安曇野市穂高）
- 明科交番（安曇野市明科中川手）

## 駐在所
- 堀金警察官駐在所（安曇野市堀金烏川）
- 生坂村警察官駐在所（生坂村）
- 麻績村警察官駐在所（麻績村麻）
- 西条警察官駐在所（筑北村西条）
- 坂井警察官駐在所（筑北村坂井）